# Peristeri-Höhle

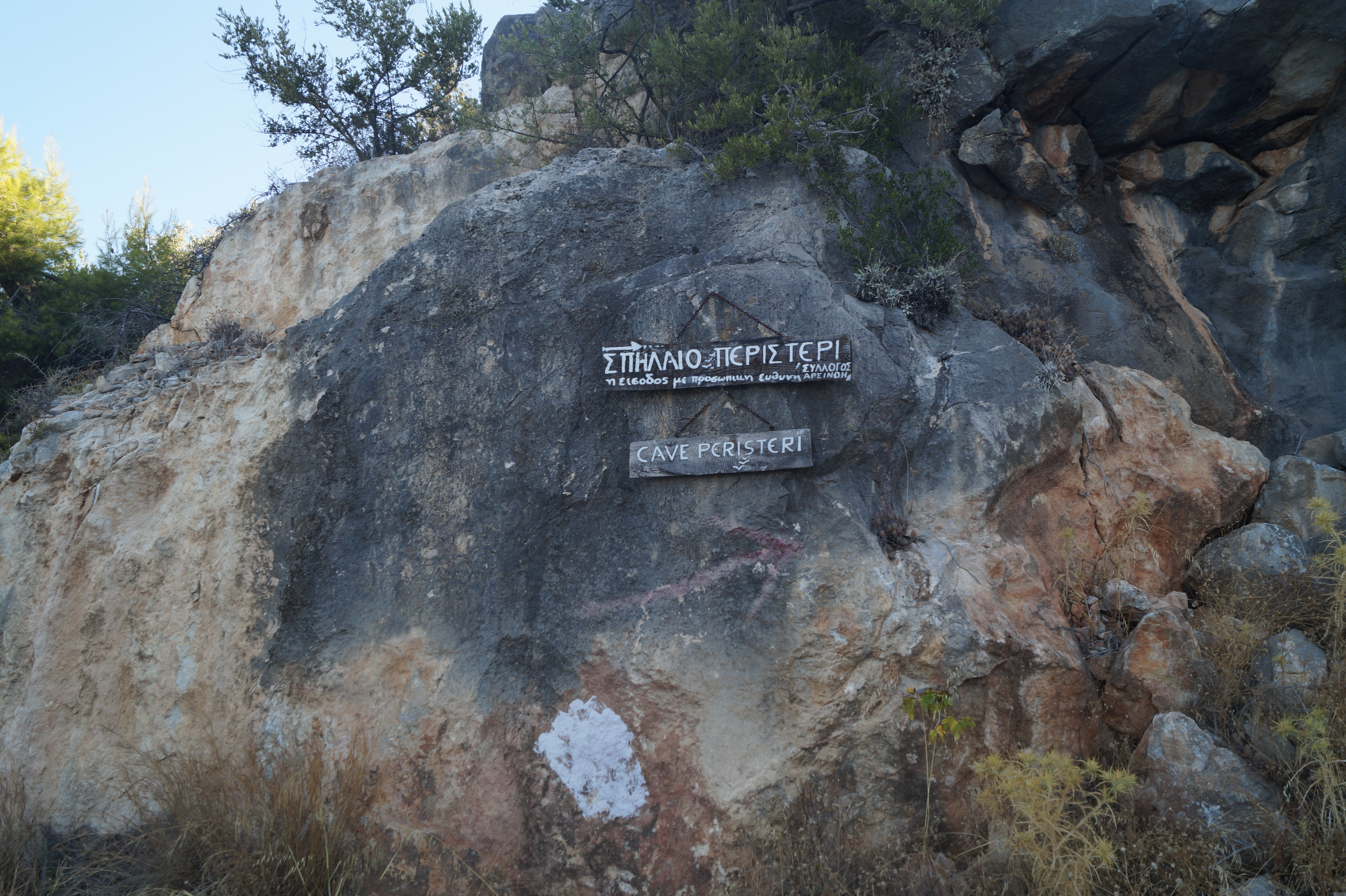
Hinweisschild an der Straße von Taktikoupoli nach Megalochori.

Die Peristeri-Höhle (griechisch Σπήλαιο Περιστέρι = Taubenhöhle) ist eine Karsthöhle im Südwesten der Halbinsel Methana. Sie liegt etwa 20 m östlich der Straße von Taktikoupoli nach Megalochori etwa 1,5 km nördlich des Isthmus von Methana. Die Höhle ist 240 m lang, hat eine Fläche von 3950 m² und ist 2,6 Millionen Jahre alt.

## Sage
Bei den Einheimischen hieß die Höhle, 50 m vom Meer entfernt liegt, ursprünglich Feenhöhle (griechisch Σπήλαιο τις νεράϊδες). Man glaubte, dass hier Feen lebten, die den Menschen auflauerten. Aus diesem Grund hielt man sich vom Eingang fern und vermied es, des Nachts hier entlang zu gehen. Eine Wahrsagerin riet die Feen mit drei Nägeln symbolisch festzunageln und so schlug man über dem Eingang drei Nägel ein. Aus diesem Grund wird der Ort von den Einheimischen auch Gozdiza (griechisch Γκόζντιζα), was Nägel bedeutet, genannt.

## Erforschung
1972 besuchte Efangelos V. Lazaros aus Taktikoupoli die Höhle und meldete sie an das Ephorat der Altertümer. Man verwies ihn jedoch an die Griechische Speläologische Gesellschaft (griechisch Ελληνικής Σπηλαιολογικής Εταιρίας). Ein Jahr später wurde der Eingang und die erste Kammer der Höhle gesprengt. Dies geschah vermutlich zum Abbau von Kalkstein für die Zementherstellung. Am 8. Januar 1974 konnte Herr Lazaros schließlich die Behörden von der Wichtigkeit der Höhle überzeugen und so wurde sie im Februar 1974 von den Speläologen Ilias Gouvelou und Georgios Dilaras untersucht.

## Beschreibung
Vom ehemaligen Eingang steigt man über Felsen, die früher die Decke der ersten Kammer bildeten, 20 m steil nach unten zum heutigen Eingang. Der Eingang ist 32 m breit und in der Mitte etwa 10 m hoch. Der Boden der Höhle liegt etwa in Höhe des Meeresspiegels und ist teilweise mit Brackwasser bedeckt. Die erste Kammer hat etwa 75 m lang. Der erste Abschnitt ist 33 m, maximal 29 m breit und 10 m hoch und ist vollständig mit Wasser bedeckt. Die Wassertiefe schwank zwischen 0,50 und 2,50 m. Der zweite Abschnitt ist 34 m lang, 19 m breit und 10 m hoch. Der Boden ist in diesem Abschnitt größtenteils mit großen Steinen, die von der Decke herabgestürzt sind, bedeckt. Im dritten Abschnitt, der 10 m lang, 6 m hoch und vollständig mit Wasser bedeckt ist, verengt sich die Kammer auf 6 m. Durch eine 1,50 × 0,70 m große Öffnung gelangt man in einen 10 m und 3 m breiten Tunnel und schließlich in die zweite Kammer.
Die zweite Kammer ist 106 m lang. Der erste Abschnitt ist 30 m lang, 30 m breit und 20 m hoch. Herabgestürzte Felsbrocken bilden einen zentralen Hügel mit Terrassen und Brücken. Der zweite Abschnitt ist 76 m lang, 33 m breit und 8 m hoch. Auf herabgestürzten Steinbrocken wachsen Stalagmiten. Einer dieser Stalagmit sieht aus wie eine Taube und erklärt den heutige Namen der Höhle. Stalaktiten, die in einer Wölbung hängen erinnern an eine Theaterbühne. In diesem Abschnitt gibt es einen See von 6 × 6 m und am Ende einen weiteren von 10 × 16 m. Hinter dem See führt ein 5 m langer und 3 m breiter Tunnel zum Ende der Höhle.
In der zweiten Kammer maß man im Februar 1974 eine Temperatur von 17 °C und eine Luftfeuchte von 70 %. Außer Guano fand man 1974 keine Hinweise auf Leben in der Höhle. Inzwischen ist mit Cordioniscus paragamiani eine Art der Landasseln bekannt, die nur in der Peristeri-Höhle endemisch ist.